# Río Calcasieu
El río Calcasieu (en inglés: Calcasieu River) es un corto río costero de Estados Unidos, localizado en la costa del Golfo en el suroeste del estado de Luisiana. De aproximadamente 320 km de largo, drena un área en gran parte rural de bosques y del país de los bayous, que serpentea hacia el sur hasta desaguar en el golfo de México. El nombre «Calcasieu» viene de la lengua nativa atákapa, de katkosh, 'águila', y yok, 'llorar'.

## Geografía
El río nace en la parroquia de Vernon, al norte de Leesville, y fluye inicialmente en dirección sureste, pasando por el bosque nacional Kisatchie, al suroeste de Alexandria. A continuación gira hacia el suroeste, fluyendo más allá de Oakdale y Lake Charles la ciudad más grande en el río. Entra por el extremo norte en el lago Calcasieu, un estuario salobre en el Golfo de México a aproximadamente 16 km al suroeste de Lake Charles. El lago, que se conoce localmente como «Big Lake» (Lago Grande), está conectado por un canal de unos 8 km al Golfo en el extremo sur. La parte inferior del río al sur de Lake Charles es acompañada por un canal navegable que conecta con el Gulf Intracoastal Waterway.

## Historia
A principios del siglo XIX, el área de la actual Luisiana y Texas al oeste del río Calcasieu que se extiende aproximadamente N-S hasta el Arroyo Hondo en la parroquia de Natchitoches y al este del río Neches, fue disputada entre los Estados Unidos y México. La disputa surgió de las diferentes interpretaciones de la frontera occidental de Luisiana que se había acordado en los términos de la compra de Luisiana. El área pasó a ser conocida como "Neutral Ground" y se convirtió en un refugio para los corsarios fuera de la jurisdicción legal de ambas naciones.
Debido a que el río pasa a través de áreas intensivas en el refino de petróleo y otras industrias, se han encontrado residuos petroquímicos  contaminando el río y el estuarios en el curso bajo. En 1994 Condea Vista filtró unos 47 millones de libras de cloruro de etileno altamente cancerígeno en el río, y luego trató de encubrirlo.[cita requerida]  La mayor parte se vertió en el Golfo.